# Babesia bigemina
Babesia bigemina ist die größte Babesienart des Rindes und löst eine malariaähnliche Protozoenerkrankung bei Wild- und Hausrindern aus. Der durch Schildzecken übertragene Parasit verursacht bei Rindern das Texasfieber und kann auch beim Rothirsch eine Erkrankung auslösen. Er kommt in Südeuropa, Asien, Australien, Afrika und ganz Amerika vor. Erkrankungen des Menschen wurden bis jetzt erst nach einer Milzentfernung festgestellt, welche allerdings meist zum Tode führen. Babesia bigemina war der erste infektiöse Einzeller, bei dem ein Gliedertier-Zwischenwirt nachgewiesen und experimentell bestätigt wurde. Dies gelang Curtice, Smith und Kilborne 1893.

## Morphologie
Babesien sind sehr kleine Sporozoen, die in den roten Blutkörperchen (Erythrozyten) parasitieren (Piroplasmen). Ihre Blutformen messen 4–5 µm × 1,5 µm. Die paarweise Anordnung der birnenförmigen Sporozoen in den Erythrozyten ist hierbei charakteristisch. Von diesen Zwillingsformen, die zueinander einen spitzen Winkel bilden, leitet sich der Artname bigemina (von lat. bigeminus ‚doppelt, zweimal‘) ab. Die Teilungsformen können aber auch eine 2 µm große runde oder ovale oder unregelmäßige Gestalt besitzen. Den Stadien in den Erythrozyten fehlen Conoid, Mikroporen und typische Mitochondrien. Sie besitzen aber einen vorderen und hinteren Polring und zwei sekretorische Vakuolen, die Rhoptrien.

## Lebenszyklus und Schadwirkung
Die Übertragung erfolgt über Zecken wie Rhipicephalus annulatus, Rhipicephalus microplus und Rhipicephalus decoloratus. Eine mechanische Übertragung ist möglich, führt aber zu keiner patenten Infektion. Der Parasit schleust sich in die Erythrozyten ein (penetriert sie) und teilt sich darin. Danach zerstört er die Wirtszelle und befällt bei der Lyse neue rote Blutkörperchen. Kälber sind durch eine höhere Resistenz gegenüber dem Erreger nicht so stark betroffen wie ältere Tiere. Typische klinische Symptome sind ein gestörtes Allgemeinbefinden, Fieber, Appetitlosigkeit, Durchfall, Pulsbeschleunigung und Glieder-Rückenschmerzen. Ein typisches Symptom ist die rot- bis schwarz-braune Färbung des Harns (daher auch die englische Krankheitsbezeichnung „redwater“) infolge Hämoglobinurie. Die Erkrankung kann durch Nierenversagen tödlich enden.